# Дубинин, Виктор Иванович
Ви́ктор Ива́нович Дуби́нин (17 (30) сентября 1901, Москва, Российская империя — 25 апреля 1984, Москва, СССР) — советский футболист и тренер. Заслуженный мастер спорта СССР (1948). Играл на позиции полузащитника. Известен по выступлениям за московское «Динамо». Журналист, теле- и радиоведущий.

## Карьера
Рослый, физически крепкий, выделялся большой работоспособностью, мобильностью, грамотным выбором позиции, уверенной игрой головой.
Дебют за «Динамо» в чемпионате Москвы: 6 мая 1933 года с ЗКП Москва. 8-1, в чемпионате страны: 17 июля 1936 года с ЦДКА, Москва. 6-2.
Играл за сборную СССР в 1933 году. Один неофициальный матч со сборной клубов Турции. Входил в сборную Москвы (1927—1933) и РСФСР (1927—1931).
Имел высшее образование. В 1936 году окончил Московский авиационный институт имени Серго Орджоникидзе и в 1940 году школу тренеров при ГЦОЛИФКе.
Главный тренер «Динамо» (Москва) — 1937, 1939 (по июнь), 1950 (с июня) — 1951. В 1938 году работал старшим тренером команды.
Тренерская деятельность Дубинина была противоречивой. С одной стороны, он был квалифицированным, начитанным, много знающим специалистом. В футболе разбирался глубоко, учебно-тренировочные занятия строил грамотно и интересно. Хотя он и не предложил принципиальных тактических новинок, но сумел сохранить и развить всё полезное и здоровое, предложенное его предшественниками — Константином Квашниным в 1936 году и Михаилом Якушиным в 1950. Благодаря этому московское «Динамо» под руководством Дубинина впервые в истории отечественного футбола сделало «дубль», то есть выиграло одновременно чемпионат и Кубок СССР. Якушин не слишком лестно отзывался о его тренерской деятельности.

Человек он был обстоятельный, интеллигентный, начитанный. В футболе разбирался глубоко, однако к тренерской работе, хотя ему впоследствии не раз ещё вручали бразды правления в московском «Динамо», относился, мне кажется, без особого энтузиазма. Занятия организовывал четко, но в суть их особо не вникал, считая, что опытные и искусные футболисты сами знают, что им делать. В тот год, правда, удача сопутствовала ему — все высшие призы достались нам.

В 1950 году при Дубинине команда во втором круге сделала резкий рывок (в 17 матчах было одержано 13 побед) и стала вторым призёром чемпионата СССР, вышла в финал Кубка СССР. С другой стороны, он не мог предложить новых творческих идей, способных вывести команду из глубокого кризиса, в который она попала в 1938—1939 и 1951 годах.
Государственный тренер секции футбола СССР — 1945—1947 (по ноябрь). Начальник отдела футбола Всесоюзного комитета по делам физкультуры и спорта — 1947 (с декабря)-1949 (по январь). Председатель секции футбола СССР — 1948 год. Начальник отдела футбола Центрального совета Всесоюзного общества «Динамо» — 1939 (с июня)-1944, 1962, 1969; начальник учебно-спортивного отдела общества — 1952—1956; заместитель начальника отдела спортивных игр общества «Динамо» — 1957—1961. Член Президиума Всесоюзной секции футбола — 1955—1959 (по апрель). В 1946—1953 годах неоднократно вел радио- и телерепортажи с футбольных матчей, с 1938 года сотрудничал в спортивной печати. Член редколлегии (1961—1975) и ведущий обозреватель еженедельника «Футбол» и «Футбол-Хоккей».

## Достижения
- Чемпион Москвы 1924 (осень), 1927 (весна), 1929 (осень), 1934 (осень), 1935 (весна)[1].
- Победитель матчей городов 1931 и 1933 годов[1].
- В списке 33 лучших футболистов СССР — № 2 (1933).

## Матч Дубинина за сборную СССР
| Дата       | Соперник | Счёт | Поле |
| 30.07.1933 | Турция   | 1:2  | д    |

На 46 минуте был заменен.